# Лалово
Ла́лово (укр. Лалове) — село в Верхнекоропецкой сельской общине Мукачевского района Закарпатской области Украины.
Население по переписи 2001 года составляло 965 человек. Почтовый индекс — 89664. Телефонный код — 3131. Занимает площадь 1,704 км². Код КОАТУУ — 2122785001.